# Villa Carsana
Villa Carsana è una dimora nobiliare settecentesca, appartenente al novero delle Ville vesuviane del Miglio d'oro.
È situata a San Giorgio a Cremano, in via Enrico Pessina.

## Storia
La villa fu edificata per volere della famiglia Caracciolo di Lavello, e in seguito fu ampliata dal lato irpino dello stesso casato, i Caracciolo di Avellino, i quali diedero alla costruzione la distribuzione in pianta a tutt'oggi riscontrabile nel prospetto della dimora.
Verso la metà dell'Ottocento fu venduta ai principi di Ottajano, appartenenti a un ramo della famiglia de' Medici, e nel 1899 fu acquistata dal duca Nicola de Sangro e in seguito dall'industriale bergamasco Daniele Carsana.

## Descrizione
L'edificio, che fa angolo con il Largo Arso, presenta un unico prospetto leggermente curvo, attraverso il quale si innesta il collegamento con via Pessina, dove si trova il portone d'ingresso.
La villa si sviluppa attorno a due cortili, di cui uno di rappresentanza, al quale si accede direttamente dal portone principale; ed uno rustico, al quale si accede dal terzo ingresso. 
Attorno al cortile rustico, si sviluppa la parte dell'impianto architettonico destinato allo svolgimento delle attività agricole.
Abbandonata all'incuria e al degrado, la villa non conserva alcuna traccia del fasto e della magnificenza con cui i Caracciolo e gli Ottajano arredarono gli interni.
In base alla testimonianza di Vittorio Gleijeses, al piano nobile era situato un grande salone, una sala da pranzo ellittica con due balconi contrapposti, una grande terrazza e due piccoli belvedere semiottagonali.
Della scala che conduceva dal cortile di rappresentanza al piano nobile si conserva solo la prima rampa, mentre il vestibolo è andato completamente perduto.
La serliana in fondo al cortile, che non apparteneva al prospetto originario, ed è stata aggiunta probabilmente in epoca ottocentesca, è gravemente danneggiata. 
Distrutti pure il lungo viale che conduceva a una coffee house e a un belvedere. 
Da documenti ereditari del 1899, risulta anche che la villa fosse dotata anche di un maneggio circolare, collocato nel giardino interno, e attraversato da viali e file di mirto, rosmarino e altre piante ornamentali.

### Cappella dell'Addolorata
Risulta in buono stato di conservazione la cappella e l'attigua sagrestia dedicate alla Vergine Addolorata, cui si accede da un ingresso posto in via Pessina.
Secondo testimonianze dell'epoca, la cappella fu costruita per volere della principessa di Avellino, donna Maria Carafa di Maddaloni, la quale chiese invano l'autorizzazione ecclesiastica per impiantare nella villa un piccolo convento di clausura. 
La cappella presenta una pianta centrale di forma ottagonale, ai cui lati obliqui sono posizionati quattro palchetti lignei con finiture dorate. Ad uno di questi palchetti era possibile accedere direttamente dal piano nobile. 
Secondo il Pane si tratta dei coretti più preziosi della Campania.